# Saara Valtola
Saara Valtola (* 31. März 1988 in Mikkeli) ist eine ehemalige finnische Squashspielerin.

## Karriere
Saara Valtola spielte von 2006 bis 2013 vereinzelt auf der WSA World Tour. Ihre höchste Platzierung in der Weltrangliste erreichte sie mit Rang 163 im Mai 2010. Mit der finnischen Nationalmannschaft nahm sie von 2007 bis 2014 achtmal in Folge bei Europameisterschaften teil. Im Einzel stand sie lediglich 2012 im Hauptfeld der Europameisterschaft und schied dort in der ersten Runde gegen Coline Aumard aus. Insgesamt bestritt sie 40 Spiele für Finnland, von denen sie 18 gewann. 2011 wurde sie finnische Meisterin. 

## Erfolge
- Finnischer Meister: 2011